# Phorocardius magnus
Phorocardius magnus (лат.) — вид жуков-щелкунов из подсемейства Cardiophorinae (Elateridae).

## Распространение
Юго-Восточная Азия: Вьетнам, Китай.

## Описание
Длина тела более 7,0 мм (у самок до 13,9 мм); покров целиком от красно-коричневого до коричневого на всем протяжении. Переднегрудь: прококсальные полости открыты; простернальный отросток постепенно сужается сзади к вентральной вершине при виде снизу, с узко закругленной вершиной. Птероторакс: щитик с заостренной задней вершиной. Коготок лапок с вентральной вершиной не меньше дорсальной. Гениталии самца: парамер с предвершинным латеральным расширением и вторичной латеральной выпуклостью, апикальный мезальный каллус отсутствует. Самка: вершина последнего вентрита брюшка (V вентрита) трехлопастная, выемчатая между средней и боковой долями.
Переднеспинка с боковым килем, не доходящим до переднего края, скрытым при виде сверху выступающим краем дорсальной части переднеспинки (= субмаргинальная линия); прококсальные полости открытые.